# Melanorivulus paresi
Melanorivulus paresi, es un pez actinopeterigio de agua dulce, de la familia de los rivulines.

## Morfología
La longitud máxima descrita es de 2,6 cm en machos y 2,3 cm en hembras, sin espinas en las aletas. Distinguido de todas las otras especies de género Melanorivulus por tener pequeñas manchas blancas formando un patrón reticulado en la aleta dorsal y la parte basal de la aleta anal, y formando barras estrechas en la aleta caudal en los machos.

## Distribución y hábitat
Se distribuye por ríos de América del Sur, en llanuras pantanosas de las corrientes afluentes al río Sepotuba, en la cuenca alta del río Paraguay en el centro de Brasil. De comportamiento bentopelágico, se le encuentra en un pantano poco profundo, de cerca de 10 cm de profundidad, ligeramente inclinado con corriente de agua lenta, en área de vegetación abierta.